# Hydrobius arcticus
Hydrobius arcticus är en skalbaggsart som beskrevs av August Ferdinand Kuwert 1890. Hydrobius arcticus ingår i släktet Hydrobius, och familjen palpbaggar. Enligt den finländska rödlistan är arten nära hotad i Finland. Arten är reproducerande i Sverige. Artens livsmiljö är sjöar.